# Людина, що зменшується
«Людина, що зменшується» (англ. The Shrinking Man) — науково-фантастичний роман американського письменника Річарда Метісона, опублікований 1956 року. Він був двічі адаптований до кінофільму під назвою «Людина, що неймовірно зменшується» у 1957 році та «Жінка, що неймовірно зменшується» у 1981 році, обидва — студією Universal Pictures. У деяких пізніших виданнях роман отримав нову назву «Людина, що неймовірно зменшується» .
У 2012 році він був включений (під оригінальною назвою) до двотомного коробкового набору «Американської наукової фантастики: дев'ять класичних романів 1950-х років» Американської бібліотеки за редакцією Гері К. Вулфа.

## Короткий зміст сюжету
Під час відпустки Скотт Кері потрапляє в хмару радіоактивного спрею невдовзі після того, як випадково проковтнув інсектицид. Радіоактивність діє як каталізатор для спрею від комах, змушуючи його тіло зменшуватися зі швидкістю приблизно 1⁄7 дюйма (3,6 мм) на день. Через кілька тижнів Кері вже не може заперечувати правду: він не лише втрачає вагу, але й стає нижчим, ніж був, і, на свій жах, робить висновок, що його тіло продовжуватиме зменшуватися.
Аномальне зменшення розмірів його тіла спочатку викликає насмішки та знущання з боку місцевої молоді, а потім призводить до тертя в його шлюбі та сімейному житті, оскільки він втрачає повагу в сім'ї через зменшення свого фізичного зросту. Зрештою, оскільки зменшення зросту триває, воно починає загрожувати і життю Кері; при зрості 18 см його виганяють на вулицю, де в саду на нього нападає горобець; конфлікт змушує його вистрибнути через вікно в підвал свого будинку. Йому доводиться виживати, харчуючись крихітними шматочками їжі та крихтами води. У якийсь момент йому доводиться спробувати стрибнути, щоб дістатися до дерев'яної балки, що висить на відстані півдюйма (13 мм) від нього — стрибок, відстань якого здається йому понад чотири фути (1,2 м). Кіт переслідує його, коли він досягає приблизно 4⁄7 дюйма (15 мм) на зріст. Він змушений брати участь у переможній битві з павуком-чорною вдовою, що височіє над ним, яку Кері зрештою вбиває.
Оскільки Кері продовжує зменшуватися, він розуміє, що його початковий страх, що він зникне в неіснування, є помилковим; що він продовжить зменшуватися, але не зникне, як він спочатку боявся, його епіфанічна думка була такою: «Якби природа існувала на нескінченних рівнях, то міг би існувати й розум».

## Структура
Історія розповідається у розривчастому стилі, починаючи з опромінення Кері радіацією, а потім перемикаючись між його мініатюрною формою, яка потрапила в пастку в підвалі свого будинку, і пошуками їжі під час боротьби з павуком; і час і події, що привели до того, що він опинився там. Роман поділено на 17 розділів, з випадковими сегментами, які документують зменшення Кері, використовуючи підзаголовки, що описують зріст: 68 дюймів, 64 дюймів тощо, що в кінцевому підсумку веде до 7 дюймів у розділі 15, де нарешті описується пастка в підвалі.

## Натхнення
Автор Річард Метісон каже, що спочатку його надихнула написати історію зі сцени в комедійному фільмі «Зробімо це знову». «Мені спала на думку кілька років тому, коли я відвідував кінотеатр у Редондо-Біч. У цій конкретній сцені Рей Мілланд, виходячи з квартири Джейн Вайман, випадково одягнув капелюх Альдо Рея, який осів навколо. Його вуха спитали: „Що станеться, якби людина одягла капелюх, який, як він знав, був його, і трапилося б те саме?“ Так виникла ідея»

## Аналіз
У романі піднімаються питання про те, що означає бути чоловіком у передмісті Америки білого середнього класу 1950-х років, і про страхи, пов'язані з тим, щоб не поводитись як чоловік, як це уявляють через фантастичну ідею повільного зменшення зросту. Коли Скотт Кері зменшується, він відчуває відчуження від власного тіла та від стосунків з людьми навколо. Коли він зменшується в розмірах, він втрачає впевненість у своїй мужності та починає боятися своєї дружини, дитини та навіть домашнього кота. Його місце глави дому втрачає, поки його не висилають у підвал, він не може вийти на роботу. Звичайні об'єкти здаються чужими та загрозливими, як-от пальник, який завдає йому болю від звуку, або павук, який переслідує його. Як каже Янкович:
Його страхи представлені як результат його нездатності визнати і відмовитися від своїх уявлень про «нормальність», особливо від тих уявлень про нормальність, які асоціюються з роллю «нормальної» маскулінності середнього класу в 1950-х роках.
Уявлення Кері про маскулінність базується на його уявленні про перевагу чоловіка над жінками, і він боїться втратити свої привілеї разом зі своїм зростом. Він бачить себе кимось іншим, дитиною чи жінкою, як, наприклад, у сцені з розбещувачем дітей у машині чи побитим місцевими негідниками. Він компенсує це тим, що жадає няньку-підлітку, але це обертається проти нього, коли його ловлять і соромлять, що призводить до ще глибшого удару по його самолюбству. Він боїться стати об'єктом бажання інших, наприклад, боїться стати медіа-видовищем. «Він боїться втратити свою вищість і значущість як чоловік і стати підлеглим чужій владі та впливу». Роман зосереджується на його здатності подолати ці страхи, що характеризується спробами знайти їжу, вбити павука і втекти з підвалу, і в процесі досягти нової нормальності, що виходить за межі його колишньої ролі сім'янина з передмістя білого середнього класу в гамівній сорочці.

## Оцінки
Дейв Прінгл, рецензуючи «Людину, що зменшується» для журналу Imagine, сказав: «Насолоджуйтесь правдоподібними побутовими деталями, які йдуть за тим, як головний герой виявляє, що він більше не є чоловіком для своєї дружини, і закінчує тим, що стає комахою, яка снує у неї під ногами. Це наче Кафка, перенесений у сферу продажу „ідеального дому“».

## Відгуки
- Огляд редактора (1956) у журналі Фентезі & Сайнс фікшн, вересень 1956 року.[4]
- Огляд П. Шуйлера Міллера (1956) у Аналог: наукова фантастика та факти, листопад 1956 року.
- Огляд Деймона Найта (1956) у Науковій фантастиці майбутнього, № 31, зима 1956—1957
- Огляд Вільєрса Герсона (1957) у Фартастик, лютий 1957 року.
- Огляд П. Шуйлера Міллера (1970) у Аналог: наукова фантастика та факти, серпень 1970 року.
- Огляд Пітера Брігга (1979) у журналі Science Fiction & Fantasy Book Review, листопад 1979 р.
- Рецензія [німецькою], не вказаний (1982) у Reclams Science Fiction Führer
- Рецензія Девіда Прінгла (1988) у журналі Modern Fantasy: The Hundred Best Novels.
- Рецензія Ніколаса Махоні (1989) у Paperback Inferno, № 78.
- Рецензія [французькою] Крісто Датсо (1999) у галактиках, № 14
- Рецензія Кріса Гілла (2001) у Vector 217.
- Рецензія без зазначених (2003) у Vector 229.
- Рецензія Даррелла Бейна (2005) у «Моїх 100 найчитаніших (і перечитаних) науково-фантастичних романах»
- Огляд Чарльза Ді Мітчелла (2014) у Big Sky, #3: SF Masterworks 1.
- Рецензія від JP Lantern (2014) у Big Sky, #3: SF Masterworks 1.
- Рецензія [французькою] Бруно Пара (2017) у Bifrost, № 86.